# Eriopygodes
Eriopygodes là một chi bướm đêm thuộc họ Noctuidae. Hiện tại nó được coi là đồng nghĩa của Lasionycta for some time.

## Loài
- Eriopygodes discalis Brandt, 1938
- Eriopygodes grammadora Dyar, 1910
- Eriopygodes imbecilla (Fabricius, 1794)